# Filipe II da Borgonha
Filipe de França, primeiro Duque de Valois (em francês:  Philippe de France; 17 de janeiro de 1342 — 27 de abril de 1404), cognominado Filipe, o Audaz, foi Duque da Borgonha e uma das personagens importantes do século XIV.
Filipe era o filho mais novo do rei João II de França, o seu favorito e de Bona de Luxemburgo. Em 1356, com apenas catorze anos, lutou ao lado do pai na batalha de Poitiers e foi feito prisioneiro. Nos anos seguintes, passados na corte inglesa, Filipe ganhou o cognome o Bravo (le Hardi), pela coragem demonstrada perante o rei Eduardo III de Inglaterra que desafiava abertamente.
Em 1363, dois anos depois da morte de Filipe de Rouvres, João II entregou o Ducado da Borgonha a Filipe, que se tornou o primeiro duque Valois. Em 1369, Filipe casou com Margarida de Dampierre, herdeira e mais tarde Condessa da Flandres. Este casamento trouxe ao Ducado da Borgonha a Flandres, os Condados de Artois, Nevers e Rethel e os Ducados de Brabante e Limburg.
Entre 1380 e 1388, Filipe da Borgonha foi regente de França com os seus irmãos, em nome do sobrinho Carlos VI de França. Mesmo após perder este estatuto Filipe continuou a exercer sua influência sobretudo quando o rei caía numa fase psicótica (Carlos VI sofria do distúrbio bipolar). O seu poderio era apenas ameaçado por Luís de Valois, Duque de Orleans e irmão do rei, que controlava o país nas fases lúcidas de Carlos VI.
Filipe da Borgonha foi o organizador da última tentativa de cruzada, contra os turcos do Império Otomano que ameaçavam Constantinopla (ver A queda de Constantinopla para um enquadramento histórico desta ameaça). A campanha, que acabou desastrosamente na batalha de Nicópolis foi comandada pelo seu filho, João de Nevers.

## Descendência
- João de Valois, o Destemido (1371-1419)
- Margarida de Valois (1374-1441), casou com Guilherme II, Duque de Baviera-Straubing;
- Catarina de Borgonha (1378-1425), casou com Leopoldo IV, Duque da Áustria
- António de Valois, Duque de Brabante e Limburg (1386-1415)
- Maria de Valois (1386-1422), casou com Amadeu VIII de Saboia
- Filipe de Valois, Conde de Nevers e Rethel (1389-1415)